# Eric Leijonhufvud
Eric Gustaf Axelsson Leijonhufvud, född 22 augusti 1934, död 15 april 1989, var en svensk författare, känd för sin trilogi inom fantasygenren om Vattenfolket.
Eric Leijonhufvud arbetade som stadsarkitekt i Sala kommun då han dog i cancer 1989. Författandet startade 1978 då han arbetade utomlands för Sida i Botswana i Afrika, men drömmen om att författa fanns många år innan dess. Leijonhufvud spelade också piano och skrev musik samt målade tavlor.
Han var gift med sophiasyster Ann Mari Leijonhufvud, född Ohlsson, och tillsammans har de tre döttrar: Maria Katarina Ericsdotter, född 1956, Erica Charlotta Ericsdotter, född 1959, o 1961.